# Région de Kita
La région de Kita, 12e région administrative du Mali, issue du démembrement de la région de Kayes, est une circonscription administrative et une collectivité territoriale, résultant de la loi 2012-017 du 2 mars 2012 et de la loi 2023-006 du 13 mars 2023. Elle a pour chef-lieu, la ville de Kita.

## Géographie
Située à l'ouest du Mali méridional entre Bamako et Kayes, elle s'étend sur 35 680 km2 soit 2,86 % du territoire national. La région de Kita est limitrophe de trois régions maliennes et frontalière de la Guinée au sud.
| Kayes   | Nioro  | Nioro     |
| Kayes   | Kita   | Koulikoro |
| Faranah | Kankan | Koulikoro |

### Hydrographie
La région située dans le bassin versant du fleuve Sénégal, est drainée par ses affluents : le Bakoye formant la limite Ouest, le Baoulé la limite Est et compte de nombreuses mares et marigots non permanents. 
Les grandes villes de la région sont Kita, Séfétos, Sébékoro, Toukoto, Bougaribaya, Sirakoro, Dindenko, Guémoukouraba, et  Kourouninkoto
La région de Kita compte 11 forêts classées couvrant une superficie de 160 985 ha.

## Histoire
La région est instaurée en 2012, est confirmée en mars 2023 par la loi 2023-006 subdivisant le Mali en 19 régions et un district correspondant à la capitale. Le cercle de Kita est soustrait de la région de Kayes pour former la nouvelle région de Kita.

## Administration
La région est composée de 6 cercles, divisés en 14 arrondissements, 33 communes, 374 villages, fractions et quartiers VFQ. Le code à deux chiffres attribué à la région est le 12 (loi 2023-007), les cercles sont codifiés selon l'ordre chronologique par la loi 2023-002 du 13 mars 2023.
| Code | Cercles            | Arrondissements | Communes |
| ---- | ------------------ | --------------- | -------- |
| 1201 | Cercle de Kita     | 2               | 11       |
| 1202 | Cercle de Sagabari | 4               | 6        |
| 1203 | Cercle de Sébékoro | 2               | 4        |
| 1204 | Cercle de Toukoto  | 2               | 3        |
| 1205 | Cercle de Séféto   | 2               | 6        |
| 1206 | Cercle de Sirakoro | 2               | 3        |

## Population
Lors du recensement général de la population réalisé en 2022, la population régionale est relevée à 681 671 habitants.

## Gouverneurs
- 2021 : Daouda Maïga